# Корфовка
Ко́рфовка — село в Уссурийском городском округе Приморского края. Входит в состав Алексее-Никольской территории.

## Этимология
Село названо в честь Андрея Николаевича Корфа (1831—1893), первого Приамурского генерал-губернатора.

## География
Село Корфовка стоит на малой реке Полтавка, которая впадает в пограничную реку Гранитная (правый приток реки Раздольная).
Дорога к селу Корфовка идёт на запад от Уссурийска через Борисовку, мимо села Алексей-Никольское и через Николо-Львовское. Расстояние до Николо-Львовского около 5 км, до Алексее-Никольского около 20 км, до Борисовки около 42 км, до Уссурийска около 52 км.
Корфовка находится в пограничной зоне, до российско-китайской границы около 5 км.

## История
Село основано в 1909 году. В августе 1945 года в селе и его окрестностях располагались советские войска, начавшие наступление на Маньчжурию.

## Население
| 2002 | 2010 |
| ---- | ---- |
| 453  | ↘150 |

## Улицы
| - ул. Заречная, - ул. Молодёжная, - пер. Мостовой, | - ул. Пограничная, - ул. Центральная, - ул. Школьная. |

## Экономика
Сельскохозяйственные предприятия Уссурийского городского округа.